# John O’Sullivan (Radsportler)
John Brendan O’Sullivan (* 1. Juni 1933 in Cororooke, Victoria; † 21. April 2023 in Melbourne) war ein australischer Radrennfahrer.

## Sportliche Laufbahn
John (auch Jimmy) O’Sullivan war im Straßenradsport und im Bahnradsport aktiv. Bei den Olympischen Sommerspielen 1956 in Melbourne war er am Start. Im olympischen Straßenrennen kam er auf den 41. Rang. Australien kam mit John O’Sullivan, Jim Nestor, Jim Nevin und John Trickey nicht in die Mannschaftswertung. 
1954 bestritt O’Sullivan bei den Commonwealth Games das Straßenrennen, das Punktefahren und die Einerverfolgung. 1958 wurde er Zweiter der Tour of Scotland hinter James Rae und holte einen Etappensieg. 1960 siegte er im Etappenrennen Tour of Tasmania vor Doug Everett, 1961 wurde er Dritter. 1962 gewann O’Sullivan die nationale Meisterschaft im Straßenrennen der Amateure. 1958 kam er bei den UCI-Straßen-Weltmeisterschaften der Amateure auf den 35. Rang. Er startete für den Verein Carnegie Amateur Cycling Club.